# Chen Jicheng

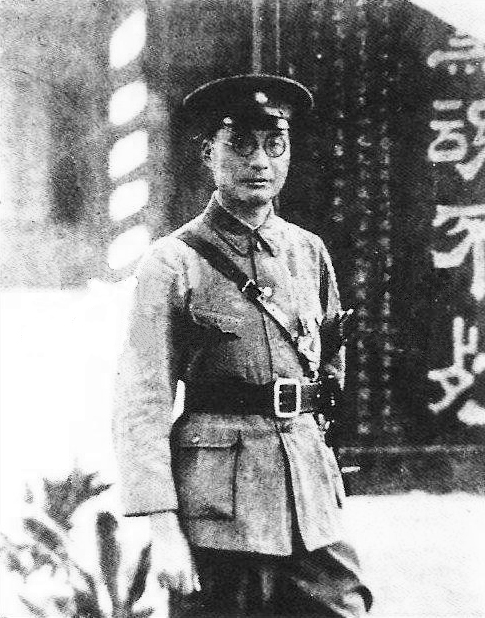
Chen Jicheng

Chen Jicheng (chinesisch 陳済成, Pinyin Chén Jìchéng, W.-G. Ch'en Chi-ch'eng; * 1896 in Jiading; † nach August 1945) war ein chinesischer Politiker und Diplomat, eine wichtige Figur in der Nationalregierung in Nanjing.

## Werdegang
Nach dem Ausbruch des Zweiten Japanisch-Chinesischen Krieges schloss sich Chen Jicheng den Gefolgsleuten Wang Jingweis an. Dort wurde er zum Vorsitzenden der Abteilung für Öffentlichkeit in dem Zentralkomitee des Guomindang.
Als die Nationalregierung in Nanjing im März 1940 gegründet wurde, bekleidete Chen Jicheng den Posten eines Mitgliedes des Ausschusses für ausländische Parteiangelegenheiten. Überdies war er Mitglied des Ausschusses für Überseechinesen. Im März 1943 wechselte Chen Jicheng zum Grenzlandausschuss. Im Januar 1943 wurde er zum Mitglied der Regierung, im nächsten Monat zum Botschafter der Nationalregierung im Kaiserreich Manshū und trat diese Stelle an.
Nach dem Zusammenbruch der Nationalregierung in Nanjing im August 1945 wurde Chen Jicheng festgenommen und in das Tilanqiao-Gefängnis in Shanghai gebracht. Über seinen späteren Verbleib und sein Todesjahr ist nichts bekannt.